# Inteligencia artificial en logística y distribución
La logística experimentó una transformación con la llegada de los drones, que Amazon utilizó para entregar paquetes ligeros, ayudando a reducir la congestión en grandes ciudades. Hoy en día, los drones son clave en la gestión de inventarios en almacenes, con empresas como Airvant Drones destacando su capacidad para completar inventarios en solo una hora, una tarea que manualmente podría tomar un día entero. DHL ha encabezado el uso de drones, logrando procesar hasta 600 pallets por hora. Además, la inteligencia artificial ha revolucionado tareas como la descarga de camiones, la organización de pallets y la preparación de pedidos, permitiendo operaciones continuas y aumentando la productividad.

## Inteligencia artificial en logística y distribución

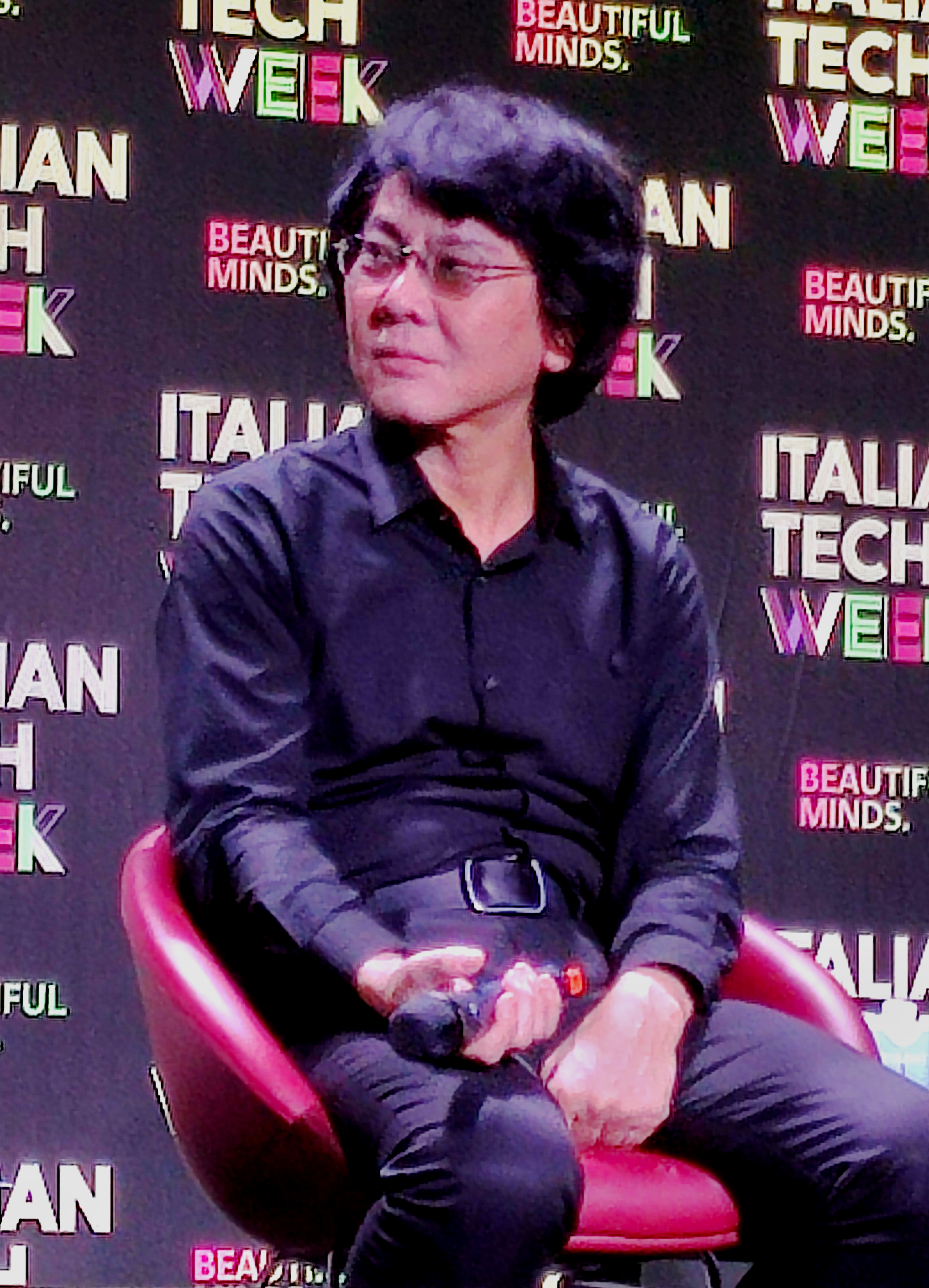
Hiroshi Ishiguro ingeniero japonés

Empresas como DHL y Amazon señalan que para la tercera década del siglo XXI estamos entrando en la cuarta revolución industrial, caracterizada por el uso avanzado de estas tecnologías. Según el ingeniero Hiroshi Ishiguro, mientras la robótica tiene décadas de existencia, la IA aún presenta un gran potencial de desarrollo. Un informe de DHL destaca que la IA será crucial para optimizar cadenas de suministro autónomas y basadas en datos, aunque inicialmente su implementación estará limitada a grandes empresas debido a los costos.

### Drones en el ámbito de la logística
En 2013, Amazon introdujo los drones en la logística como una alternativa para distribuir paquetes livianos, presentándolos como Deutsche Post. Los drones son una opción atractiva para la distribución de mercancías, ya que podrían aliviar la congestión en las grandes ciudades, donde los camiones contribuyen significativamente a los problemas de movilidad. En la actualidad, los drones están siendo utilizados para gestionar eficientemente el inventario en almacenes y centros de distribución. Empresas como Airvant Drones destacan con su lema ''Mediciones desde el aire para soluciones en tierra'', subrayando la capacidad de estos drones para realizar inventarios de manera rápida y precisa. Comparativamente, mientras que un empleado puede tomar un día para hacer un inventario, un drone puede completarlo en solo una hora con un alto grado de exactitud. DHL ha liderado en la implementación de drones para la gestión de inventarios, optimizando procesos, reduciendo costos de mano de obra y mejorando significativamente la eficiencia operativa, alcanzando un máximo de lectura de 600 pallets por hora, frente a los 200 pallets por hora que se logran manualmente.

### Centro de distribución automatizada
La IA ha transformado operaciones manuales como descarga de camiones, colocación de pallets y preparación de pedidos en procesos automatizados. Los robots ahora realizan tareas como recoger productos, colocarlos en cajas y transportarlos usando montacargas autónomos y cintas transportadoras. Esta implementación permite una operación continua las 24 horas del día, los siete días de la semana, sin necesidad de descansos, vacaciones o incapacidades, garantizando una productividad constante.